# Мазанувка
Мазанувка (пол. Mazanówka) — село в Польщі, у гміні Тучна Більського повіту Люблінського воєводства. Населення — 192 особи (2011).

## Історія
За даними етнографічної експедиції 1869—1870 років під керівництвом Павла Чубинського, у селі переважно проживали греко-католики, які розмовляли українською мовою.
За німецьким переписом 1940 року, у селі проживало 449 осіб, усі поляки. У середині 1940-х років у районі Мазанівки діяла сотня УПА Івана Романечка («Володі»), що належала до тактичного відтинку «Данилів».
У 1975—1998 роках село належало до Білопідляського воєводства.

## Населення
Демографічна структура станом на 31 березня 2011 року:
|          | Загалом | Допрацездатний вік | Працездатний вік | Постпрацездатний вік |
| -------- | ------- | ------------------ | ---------------- | -------------------- |
| Чоловіки | 104     | 26                 | 54               | 24                   |
| Жінки    | 88      | 22                 | 34               | 32                   |
| Разом    | 192     | 48                 | 88               | 56                   |